# Stan și Bran (seria animată)
Stan și Bran (seria animată) este o serie de televiziune animată americană și o versiune actualizată a actului comedic al lui Stan și al lui Bran de la studioul de animație Hanna-Barbera de la Hal Roach. Au fost realizate în total 156 de episoade, având fiecare opening-uri și ending-uri proprii, pentru a le face ușor de recunoscut. În timp ce atât Stan, cât și Bran au murit în timpul acestei serii (Stan a murit cu un an înainte ca seria să se difuzeze), Larry Harmon și Jim MacGeorge, au facut vocile lui Stan și Bran. Mai târziu, ei își vor relua rolurile într-un episod din Noile filme cu Scooby-Doo.

## Episoade
| - 1. Can't Keep a Secret Agent - 2. Mutt Rut - 3. How Green Was My Lawn Mower - 4. Prairie Panicked - 5. Missile Hassle - 6. No Moose Is A Good Moose - 7. The Bullnick - 8. High Fly Guys - 9. False Alarms - 10. Hill Billy Bullies - 11. Ball Maul - 12. Handle with Care - 13. You And Your Big Mouse - 14. Sitting Roomers - 15. Babes in Sea Land - 16. Rome Roamers - 17. Rocket Wreckers - 18. Hot Rod Hardy - 19. Knight Mare - 20. Defective Story - 21. Crash & Carry - 22. Desert Knights - 23. Tale of a Sale - 24. Fancy Trance - 25. Suspect in Custody - 26. Auto-Matic Panic - 27. Shiver Mr. Timbers - 28. Stand Out, Stand In - 29. Big Bear Bungle - 30. Shrinking Shrieks - 31. Mounty Rout - 32. Bond Bombed - 33. What Fur? - 34. Spook Loot - 35. Camera Bugged - 36. Plumber Pudding - 37. Robust Robot - 38. Vet Fleet - 39. Copper Bopper | - 40. Feud For Thought - 41. Love Me Love My Puppy - 42. Squawking Squatter - 43. Goofy Gopher Goof-Up - 44. Sassy Sea Serpent - 45. Wacky Quackers - 46. Truant Ruined - 47. Country Buzzin' - 48. Naps & Saps - 49. Bad Day In Baghdad - 50. The Missing Fink - 51. Always Leave 'Em Giggling - 52. Badge Budgers - 53. Two for the Crow - 54. Good Hoods - 55. Animal Shelter - 56. Tragic Magic - 57. Ring-A-Ding King - 58. Ups & Downs - 59. Beanstalk Boobs - 60. Leaping Leprechaun - 61. Tourist Trouble - 62. The Genie Was Meanie - 63. Mars Little Helper - 64. Curfew For Kids - 65. Lion Around - 66. Shoot-Down at Sundown - 67. Horse Detectives - 68. The Two Musketeers - 69. Ali Boo Boo - 70. Ghost Town Clowns - 71. Hurricane Hood - 72. Ride and Seek - 73. Tee Pee TV - 74. Shoe-Shoe Baby - 75. Train Strain - 76. Monster Bash - 77. Say Uncle Ants - 78. Kitty Pity | - 79. Frigid-Ray-Gun - 80. Southern Hospital-Ity - 81. Frog Frolic - 82. Shutter Bugged - 83. Circus Run Aways - 84. Witch Switch - 85. Pie in the Sky - 86. Slipper Slip-Up - 87. Sign of the Times - 88. Two Many Cooks - 89. Flea's A Crowd - 90. Dingbats - 91. We Clothe at Five - 92. The Stone Age Kid - 93. Quick Change - 94. Whing Ding - 95. Termite Might - 96. Too Bee or Not to Bee - 97. Mistaken Identi-Tree - 98. Rodeo Doug - 99. Pet Shop Polly - 100. Laff Staff - 101. Try and Get It - 102. Riverboat Detectives - 103. Unhealthy Wealthy - 104. Honesty Always Pays - 105. Plant Rant - 106. Sky-High Noon - 107. Get Tough - 108. Handy Dandy Diary - 109. Jumpin Judo - 110. They Take The Cake - 111. Gold Storage - 112. Lots of Bad Luck - 113. Kangaroo Kaper - 114. The Finks Robbery - 115. Strictly for the Birds - 116. Birds of a Feather - 117. Bird Brains | - 118. Switcheroony - 119. Mechanical Mess-Up - 120. Horsey Sense - 121. Bowling Boobs - 122. Dog Tired - 123. Wayout Campers - 124. Goofer Upper Golfers - 125. My Friend the Inventor - 126. Hard Day's Work - 127. Sky-Scraper-Scape - 128. Sleepy King - 129. Fair Play - 130. Fly Foot Flat Feet - 131. Baboon Tycoon - 132. A Real Live Wife - 133. Wishy Washy Fishy Tale - 134. Stuporman - 135. Wheel and Deal Seal - 136. Wolf in Sheep's Clothing - 137. Lumber Jerks - 138. That's Snow Biz - 139. A Clothes Call - 140. Boot Hill Bill - 141. Stop Action Faction - 142. Molecule Rule - 143. Peek A Boo Pachyderm - 144. Mummy Dummy - 145. Nitey Knight - 146. Fly Spy - 147. Franken Stan - 148. A Real Tycoon - 149. Puppet Show Down - 150. Madcap Mischief - 151. Secret Agents 000 - 152. Flight of the Bumble-Brains - 153. Salt Water Daffy - 154. From Wrecks to Riches - 155. Truant or Consequences - 156. Flipped Van Winkles |

## Legături externe
- Laurel and Hardy la TV.com
- Laurel and Hardy la Internet Movie Database
- Episode guide Arhivat în 2 ianuarie 2013, la archive.ph Error: unknown archive URL at the Big Cartoon DataBase